# Paje

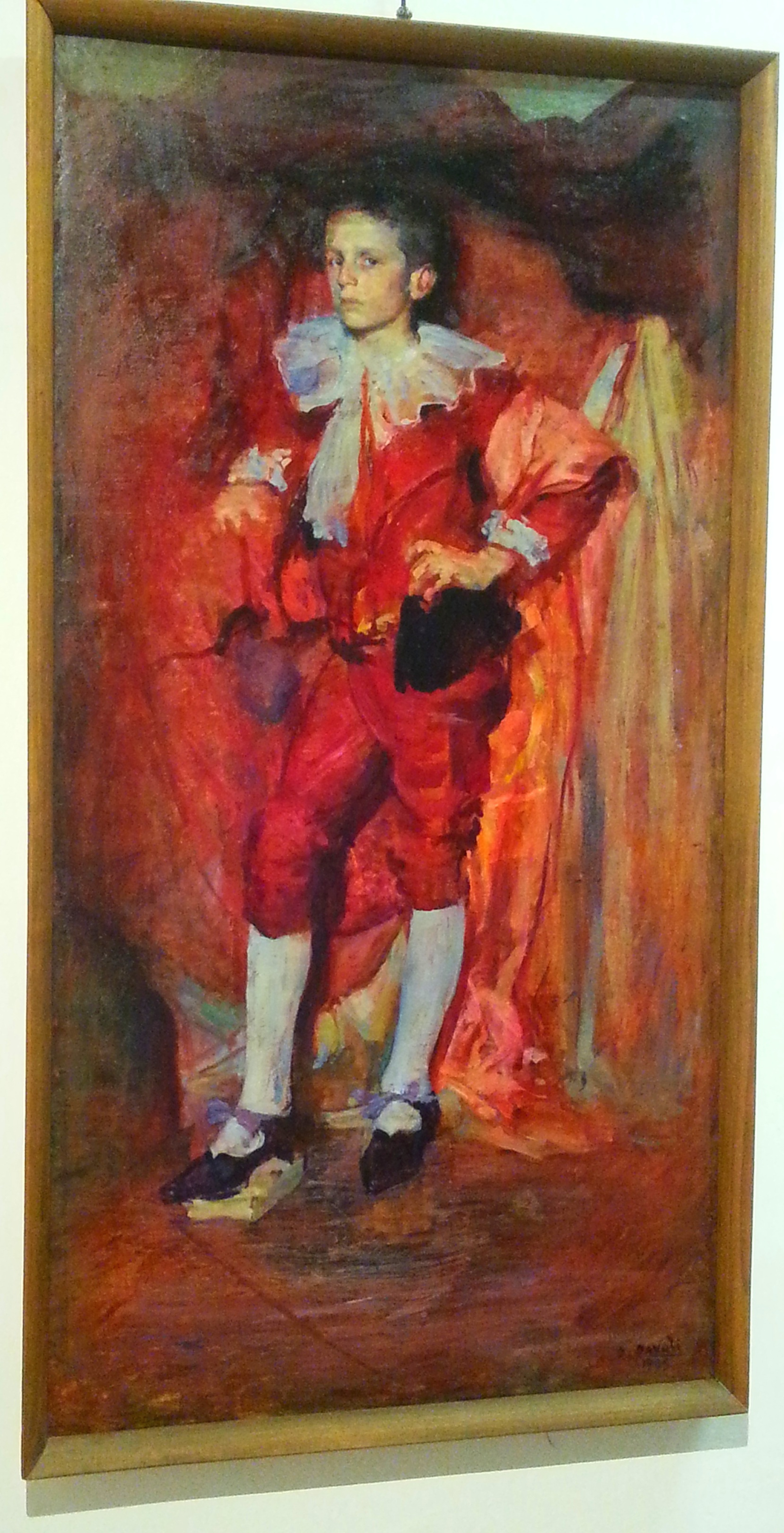
Paje italiano.

Se denominaba paje a todo joven que estaba al servicio de un noble o de un rey. El nombre deriva del italiano paggio y por contracción de la palabra latina paedagogium. Este servidor se ocupaba del servicio interno de la casa.
Por lo general, el paje solía ser muy joven y tener entre 7 y 14 años aproximadamente. Los pajes del Palacio de Servicio extraordinario tenían acceso a la realeza, debían ser de familia noble o al menos hidalga. Todos ellos recibían una instrucción especializada en el mismo palacio y eran adiestrados en las distintas disciplinas que se les exigían. Muchas veces se trataba de una función temporal, como temple de carácter antes de poder pasar a puestos de más alta responsabilidad, y más tarde eran ascendidos a caballeros mediante una ceremonia.
Durante las ceremonias nupciales, un paje es a menudo un asistente simbólico que se encarga de llevar los anillos de boda.

## Tipos de paje
- Paje de bolsa. Antiguamente, se daba este nombre al paje del secretario del despacho universal y de los tribunales reales que llevaba la bolsa con los papeles.
- Paje de cámara. El que servía dentro de ella a su señor.
- Paje de guion. El más antiguo de los pajes del rey, a cuyo cargo estaba el llevar las armas del rey en ausencia del armero mayor.
- Paje de hacha. El que va delante de su amo o de otras personas alumbrando con el hacha.
- Paje de jineta. El que acompañaba al capitán llevando este distintivo de su empleo.
- Paje de lanza o de armas. El que lleva las armas como la espada, la lanza, etc. para servírselas a su amo cuando las necesite.
- Paje de escoba. Se daba este nombre a cualquiera de los muchachos destinados en las embarcaciones para su limpieza y aseo y para aprender el oficio de marineros, y cuando tenían más edad, optaban a plazas de grumete.
- Paje nupcial.

## Tradición de los Reyes Magos
El paje real o, simplemente, paje es un personaje que forma parte de la festividad de los tres Reyes Magos. Su función es la de recoger las cartas que los niños les van entregando días antes del 6 de enero y trasladárselas a SSMM los Reyes de Oriente. En esta carta, los niños enumeran los regalos que desean y aducen los méritos que han hecho a lo largo del año para ser merecedores de tales obsequios. El paje lleva una vestimenta característica y los lugares donde recibe a los niños, suelen estar decorados con elementos del desierto y proximorientales.